# Kabeljaukriege

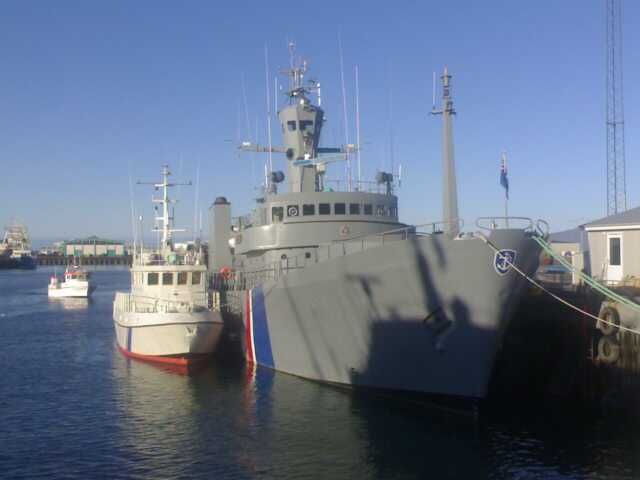
Schiffe der isländischen Küstenwache

Die drei Kabeljaukriege (englisch Cod Wars, isländisch Þorskastríðin) waren Konflikte um Fischereirechte, die sich vornehmlich zwischen Island und dem Vereinigten Königreich in den Jahren 1958 bis 1976 entwickelten. Auch die Bundesrepublik Deutschland war an einigen dieser Streitigkeiten beteiligt. Island weitete seine Fischereigrenzen von vier auf zwölf, dann auf 50 und zuletzt auf 200 Seemeilen aus, was den Interessen Großbritanniens und weiterer Staaten entgegenstand und zu diplomatischen Verwicklungen führte. Trotz ihrer Benennung waren die „Kriege“ keine militärischen Konflikte und verliefen weitgehend unblutig. Das einzige Todesopfer starb in Folge einer Schiffskollision. Island konnte seine Interessen in allen Konflikten durchsetzen.

## Ursachen

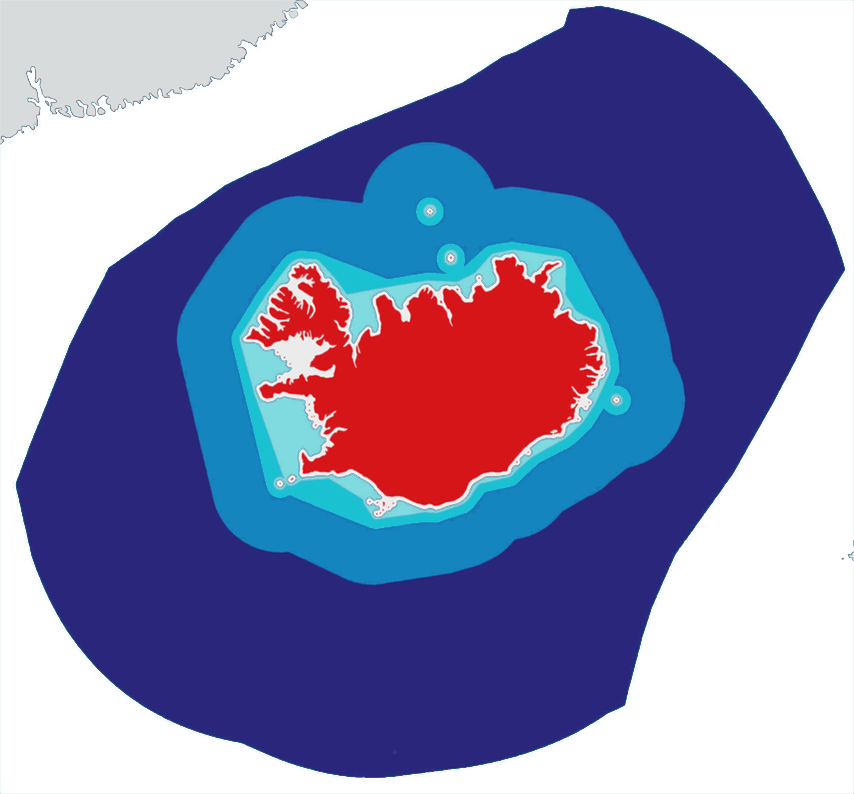
Ausweitung der Ausschließlichen Wirtschaftszone (AWZ) Islands
Island
Binnengewässer
4-sm-Erweiterung
12-sm-Erweiterung (aktuelle Grenze der Hoheitsgewässer)
50-sm-Erweiterung
200-sm-Erweiterung (aktuelle Grenze der AWZ)

Island erwirtschaftet einen erheblichen Teil seiner Exporteinnahmen aus Fischereiprodukten, bei denen der – den Konflikten ihren Namen gebende – Kabeljaufang wiederum eine bedeutende Rolle spielt. Es unterhält selbst zwar eine Küstenwache, aber weder eine Marine noch sonstige Streitkräfte (siehe auch: Militärische Situation Islands). Nach der Modernisierung der ausländischen Fangflotten kündigte Island 1952 das alte 3-Seemeilen-Abkommen, das 1901 zwischen Dänemark und dem Vereinigten Königreich über die isländischen Fischgründe abgeschlossen worden war, und richtete eine Schutzzone von vier Seemeilen ein. Aus Protest boykottierte Großbritannien den Import von isländischem Fisch. Daraufhin begannen die Isländer, leistungsfähige Tiefkühlanlagen zu bauen, und erschlossen neue Absatzmärkte vor allem in den USA und der UdSSR.

## Erster Kabeljaukrieg
Wegen erneuter Überfischung entschloss sich Island 1958, die Zone auf zwölf Seemeilen zu erweitern, woraufhin Großbritannien Kriegsschiffe zum Schutz der britischen Fischtrawler in die 12-Seemeilen-Zone schickte. Alle NATO-Mitglieder verurteilten den einseitigen Schritt der Isländer, die Briten kündigten an, ihre Trawler durch die Marine schützen zu lassen. Es kam zu relativ harmlosen Auseinandersetzungen zwischen isländischen Küstenwachbooten und britischen Trawlern. Der Konflikt dauerte von 1. September bis 12. November des Jahres 1958, wobei die isländische Küstenwache große Schwierigkeiten hatte, das große Seegebiet um ihre Insel gegenüber überlegenen britischen Streitkräften zu kontrollieren. Die Isländer drohten deshalb damit, aus der NATO auszutreten und die amerikanischen Soldaten auszuweisen. Selbst pro-westliche Kabinettsmitglieder sahen sich gezwungen, diese Drohungen auszusprechen, da sie Islands einzige Methode waren, Druck auszuüben. Nach dem Protest der Isländer bei den Vereinten Nationen und vor dem NATO-Rat musste Großbritannien die 12-Seemeilen-Zone schließlich anerkennen und sich zurückziehen.

## Zweiter Kabeljaukrieg

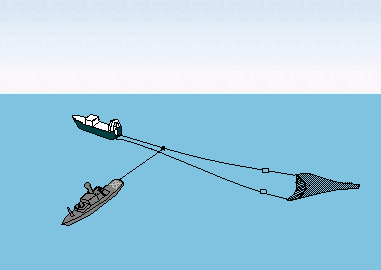
Die Technik des Netzabschneidens, durch die Isländische Küstenwache erstmals angewandt am 7. September 1972 von der Ægir

Nachdem es Anfang der 1970er Jahre wieder zum Zusammenbruch der Fischbestände in den isländischen Hoheitsgewässern gekommen und das Einkommen der Fischer stark gesunken war, erweiterte Island 1972 noch einmal die Schutzzone auf diesmal 50 Seemeilen. So beanspruchte nun der Inselstaat 30 % der Grundfischerträge im Nordatlantik. Großbritannien und Deutschland wollten dies nicht anerkennen, was weitere Auseinandersetzungen zur Folge hatte. Die Isländer zerstörten die Fanggeräte fremder Fischerboote, die sich innerhalb der beanspruchten 50-Seemeilen-Schutzzone befanden.
Am 26. August 1973 kam es zum einzigen Todesopfer der Kabeljaukriege. Nach einer Kollision des Patrouillenboots Ægir der isländischen Küstenwache mit der britischen Fregatte Apollo war ein Leck im Maschinenraum der Ægir entstanden. Der Zweite Maschinist Halldór Hallfreðsson war gerade dabei, das Leck zu schweißen, als eine Welle die Ægir traf und Wasser eindrang. Dies führte zum Tod von Halldór Hallfreðsson durch einen elektrischen Schlag seines Schweißgeräts.
Durch die Intervention der USA, die den möglichen Verlust eines ihrer Stützpunkte, der Luftwaffenbasis in Keflavík, befürchteten, wurde der Streit schließlich beigelegt. Nach dem Erhalt von Sonderfangrechten akzeptierte Großbritannien die Ausweitung der Zone.

## Dritter Kabeljaukrieg
Die Erweiterung der Schutzzone zeigte nicht die erhoffte Wirkung und konnte auch nicht die wirtschaftlichen Probleme lösen. 1974 kündigte der isländische Ministerpräsident Geir Hallgrímsson die Ausweitung auf 200 Seemeilen an, die ein Jahr später ausgeführt wurde.
Großbritannien schickte daraufhin wieder Kriegsschiffe zum Schutz der Trawler in die isländische Küstenregion. Die Isländer kappten wieder die Netze fremder Schiffe (u. a. auch deutscher Fischereischiffe). Außerdem kam es zu etwa 45 Zwischenfällen, bei denen britische und isländische Schiffe sich zum Teil rammten und 15 Schiffe beschädigt wurden. Zu einem gut dokumentierten Zwischenfall kam es am 7. Januar 1976, als das Patrouillenboot Thor der isländischen Küstenwache 35 Seemeilen vor der isländischen Küste mit der britischen Fregatte HMS Andromeda kollidierte. Die Royal Navy vertritt den Standpunkt, dass die Thor versucht habe, die Fangnetze des britischen Trawlers Portia zu kappen, dabei abrupt den Kurs änderte und die Fregatte rammte. Island dagegen beharrte darauf, dass die Andromeda stattdessen die Thor gerammt habe. Am 19. Februar 1976 brach Island die diplomatischen Beziehungen zu Großbritannien vorübergehend ab. Der Konflikt wurde auf dem Verhandlungsweg beigelegt, und am 2. Juni 1976 akzeptierte die britische Regierung in einem Interimsvertrag die 200-Seemeilen-Zone.

## Ende des Streits
Das kleine und militärlose Island konnte seine Interessen in allen drei Konflikten gegen das weitaus mächtigere Vereinigte Königreich durchsetzen. Die 200-Seemeilen-Zone Islands wurde zum 1. Januar 1977 von allen Staaten der Europäischen Wirtschaftsgemeinschaft (EWG) anerkannt. Nach Artikel 57 des am 10. Dezember 1982 unterzeichneten Seerechtsübereinkommens der Vereinten Nationen können die Fischereigrenzen nunmehr generell auf bis zu 200 Seemeilen ausgedehnt werden. Von Jahr zu Jahr konnten die Erträge der Isländer gesteigert werden. Internationale Abkommen über Fangquoten haben zum Ziel, den Rückgang der Fischbestände zu beenden.